# Горин, Дмитрий Петрович
Дмитрий Петрович Го́рин (3 июня 1907, село Красное, Воронежская губерния — 11 июня 1974) — передовик сельскохозяйственного производства, председатель колхоза «Подгорное». Герой Социалистического Труда (1966). Депутат Верховного Совета РСФСР. Заслуженный агроном РСФСР.

## Биография
Родился 3 июня 1907 года в крестьянской семье в селе Красное Новохопёрского уезда (сегодня — Новохопёрский район) Воронежской губернии.
С 1928 по 1941 год работал агрономом Калачеевского районного семеноводческого союза. В 1936 году окончил агрономический факультет Московской сельскохозяйственной академии имени Тимирязева.
Участвовал в Великой Отечественной войне. 
После демобилизации с 1945 по 1955 год работал заведующим Калачеевским семенным участком. В 1955 году избран председателем колхоза «Подгорное» Рамонского района. В 1957 году защитил диссертацию на соискание учёной степени кандидата сельскохозяйственных наук.
За высокие достижения в трудовой деятельности был удостоен в 1966 году звания Героя Социалистического Труда.
Руководил колхозом до 1973 года.
Избирался депутатом Верховного Совета РСФСР от Воронежской области (1963—1967).

## Сочинения
- Экономика. Агротехника. Эксперимент, М., 1969

## Награды
- медаль «За боевые заслуги» (11.6.1942)[2]
- Герой Социалистического Труда (Указ Президиума Верховного Совета СССР от 22 марта 1966 года)
- Орден Ленина (1966)